# Поп рок
Поп-рокът (pop rock) е смесен музикален стил. Примери: Юръп, Стейтъс Куо, Уайтснейк.